# Bartholin-Zyste
Bartholin-Zysten sind schmerzlose oder (wenn infiziert) schmerzhafte Zysten am inneren hinteren Rand der äußeren Labien (Schamlippen), am hinteren Drittel des Scheidenvorhofes.
Sie bilden sich durch eine abakterielle Verlegung/Verklebung des Ausführungsganges der Bartholinschen Drüse. Der ca. 2 cm lange Ausführungsgang der Bartholinschen Drüse mündet in das Vestibulum vaginae. Wenn sich der Ausführungsgang entzündet, spricht man von Bartholinitis, einem Pseudo-Abszess oder Empyem.
Oft wird sie auch fälschlicherweise als Abszess bezeichnet, aber Abszesse sind Eiteransammlungen in nicht natürlichen Körperhöhlen. Die Bartholindrüse ist aber eine natürliche Körperhöhle, daher ist eine Eiteransammlung dort korrekt ein Empyem.

## Ursachen einer Entzündung
Ursache für die Entstehung einer Bartholin-Zyste ist der Befall des Scheideneingangs mit Bakterien. Diese Bakterien gelangen in die Bartholin-Drüsen und entzünden diese. Dadurch kann kein Sekret mehr abgegeben werden. Durch so entstehende Verstopfung gelangt die Infektion bis in die Drüsen und es kann ein schmerzhafter Abszess entstehen.

## Behandlung
Bartholin-Zysten werden operativ eröffnet und marsupialisiert.
Bisweilen wird jedoch noch immer die gesamte Zyste entfernt (Zystektomie), was mit erheblichen, lang anhaltenden Schmerzen verbunden ist und den Funktionsausfall der Drüse bedeutet.
Eine Zystenentfernung ist heute als Standardverfahren obsolet und als Körperverletzung anzusehen.
Lediglich nach mehreren Rezidiven kann eine Zystenentfernung als ultima ratio in Betracht kommen.